# Mont Odin (Antarctique)
Pour les articles homonymes, voir Mont Odin (homonymie).
Le mont Odin (en anglais : Mount Odin) est une montagne située dans la terre de Graham, en Antarctique. Il s'élève à 1 465 mètres d'altitude.